# РАЦС
Органи реєстрації актів цивільного стану (РАЦС; до 2010 року — Органи реєстрації актів громадянського стану (РАГС)) — органи державної реєстрації актів цивільного стану в Україні та в ряді інших країн (переважно в країнах пострадянського простору), що здійснюють державну реєстрацію народжень, шлюбів, розлучень та смертей своїх громадян та громадян іноземних держав. Відділи РАЦС — структурні підрозділи Міністерство юстиції України, які діють на підставі Закону України «Про державну реєстрацію актів цивільного стану».

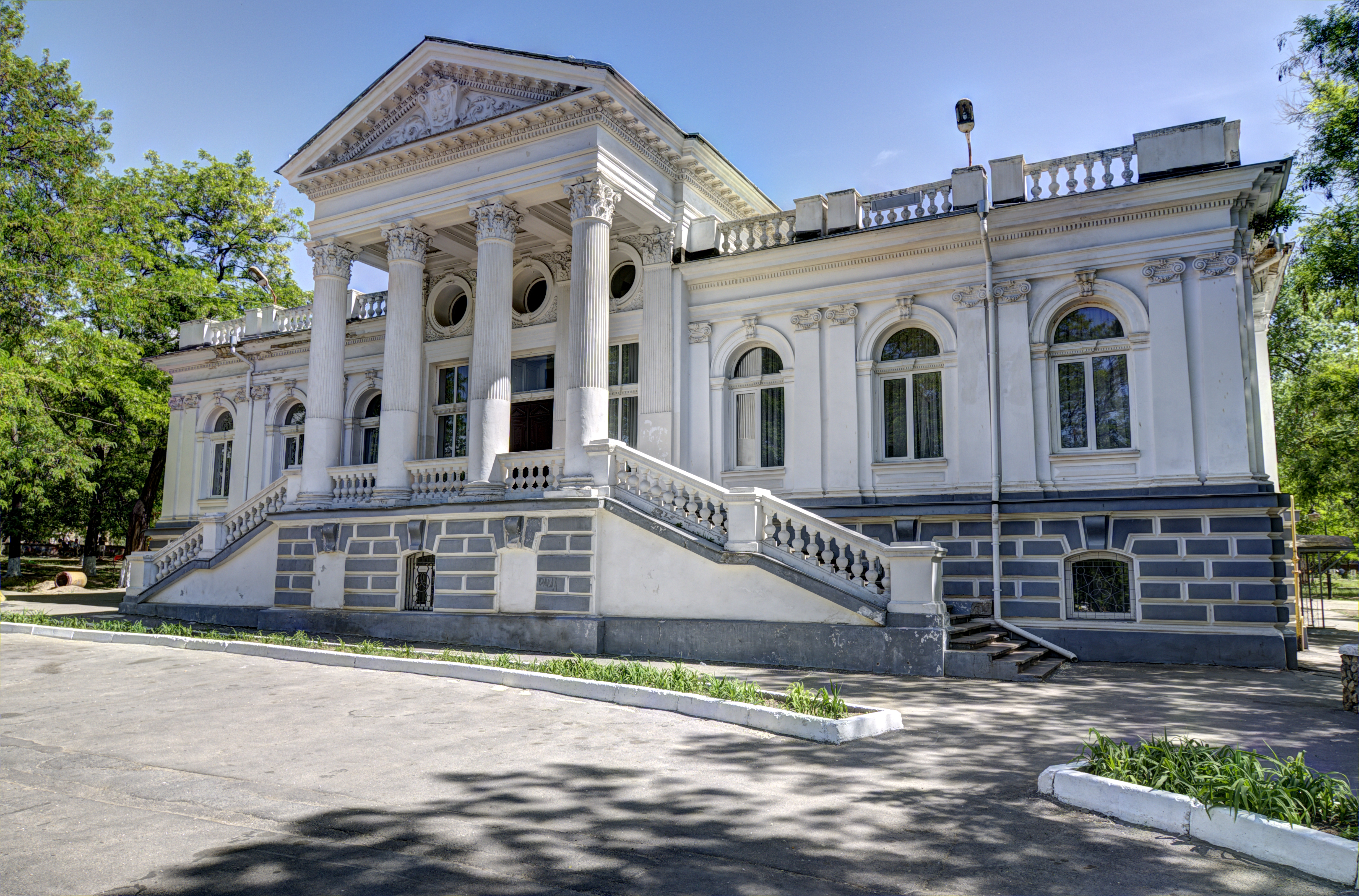
Будівля РАЦСу в м. Херсоні, вул. Торгова

В Україні перші РАЦСи з'явились після появи декрету «Про громадянський шлюб, про дітей та про веденні книг актів стану» (рос. «О гражданском браке, о детях и о ведении книг актов состояния») від 18 грудня 1917 року, невдовзі після Жовтневого перевороту. До цього відповідні функції виконувала тільки церква. У радянські часи органи РАЦС були відомі як «органи запису актів громадянського стану» (рос. Органы записи актов гражданского состояния; скорочено ЗАГС), які зберегли свою назву дотепер в РФ та Білорусі. В Україні до 2010 року офіційно називалися «органами реєстрації актів громадянського стану» (скорочено РАГС).

## ДРАЦС у законодавстві України

### Схема
Відповідно до статті 4 Закону система органів РАЦС складається з таких елементів:
- центральний орган виконавчої влади, що реалізує державну політику у сфері державної реєстрації актів цивільного стану;
- відділи державної реєстрації актів цивільного стану Головного управління юстиції Міністерства юстиції України в Автономній Республіці Крим, головних управлінь юстиції в областях, містах Києві та Севастополі, районних, районних у містах, міських (міст обласного значення), міськрайонних управлінь юстиції. Є юридичною особою, має печатку із зображенням Державного Герба України та своїм найменуванням;
- виконавчі органи сільських, селищних і міських (крім міст обласного значення) рад;
- дипломатичні представництва і консульські установи України для громадян які проживають або тимчасово перебувають за кордоном.

### Функції
Відділи РАЦС проводять реєстрацію:
- народження;
- смерті;
- одруження;
- розірвання шлюбу;
- встановлення батьківства;
- зміни прізвища, імені, по батькові;
- приймають і розглядають заяви громадян про внесення змін, доповнень, поновлення, а також анулювання записів актів громадянського стану та у встановленому порядку зберігають актові книги.

Виконавчі органи сільських, селищних, міських рад проводять реєстрацію:
- народження;
- смерті;
- одруження;
- встановлення батьківства.

Консульські установи та дипломатичні представництва України проводять реєстрацію:
- народження;
- смерті;
- одруження;
- розірвання шлюбу;
- встановлення батьківства;
- зміни прізвища, імені, по батькові;
- приймають і розглядають заяви громадян про внесення змін, доповнень, поновлення, а також анулювання записів актів громадянського стану.

## Онлайн-оформлення заяв
З липня 2015 року в Україні стало можливо частину дій виконувати через мережу Інтернет, не відвідуючи фізично відділення:
- оформити заяву на отримання свідоцтва:
  - про народження дитини;
  - шлюбу;
  - розірвання шлюбу на підставі судового рішення (якщо подружжя не має дітей) за спільною згодою;
  - зміни імені;
  - про повторну видачу свідоцтв;
  - про надання витягів з Державного реєстру;
  - смерті.
- оформити заяву на зміну до актових записів цивільного стану, їх поновлення, анулювання;
- надсилати скан-копії потрібних документів;
- попередній запис на відвідування відділу ДРАЦС;
- оплатити послуги відділів ДРАЦС;
- отримати онлайн консультації.

Порядок опрацювання поданих заяв через Вебпортал визначений у Наказі МінЮста № 1187/5 від 09.07.2015. Заява із потрібними сканованими документами підписується електронним цифровим підписом. У день, коли надійшла заява, працівник РАЦС розглядає звернення та надає відповідь, в якій зазначає дату отримання свідоцтва про шлюб, а для інших — час відвідування РАЦС. Заявку можна подати й без цифрового підпису.
За I півріччя 2016 року через Вебсайт було подано 2943 заявки, проставлено 64872 апостилів, 34464 отримали отримання свідоцтв про народження.